# Vitas sanctorum patrum emeretensium

La Vitas Sanctorum Patrum Emeretensium (Vie des pères de Mérida), est un ouvrage en latin vulgaire du VIIe siècle apr. J.-C..

## Contexte d'écriture
La vie des pères de Mérida est un texte hagiographique relatant les vies des évêques de l'église de la ville Mérida, alors nommée Emerita, durant les règnes des rois Léovigild et Récarède Ier. L'oeuvre elle-même semble avoir été écrite quelques décennies plus tard durant le septième siècle,, durant les années 633 à 638. Il s'agit d'un texte contemporain aux textes d'Isidore de Séville.
Le texte raconte les conflits entre les évêques catholiques de l'église de Mérida et les évêques et officiels ariens. Le texte « raconte les faits et les personnages du sixième siècle ; le personnage principal (et central), Masona, fut évêque de Mérida entre 570-605 [...]. La trame narrative inclut les deux évêques précédents Masona et le moine Nanctus. » (traduction libre) ,
La rédaction des textes a eu lieu alors que le conflit arien est clos au IIIe concile de Tolède quand le roi Récarède 1er se convertit au christianisme nicéen.[pas clair]

## La vision d'Augustus
Le premier des trente-et-un livres de la Vitas relate la vision de l'au-delà par un jeune garçon, Augustus. Il raconte d'abord la maladie d'Augustus, puis son éveil où il relate sa vision du paradis et du Christ, sa rédemption, son décès et son apparition.

### Contenu de la vision
Selon Gourevitch et son analyse des visions de l'époque. « D'habitude, les auteurs du haut Moyen age inséraient les "visions" dans des textes historique et hagiographique et, selon toutes probabilités, ne leur accordaient pas de valeur propre ». Il s'agit donc à la fois d'un modèle type d'introduction à la vie des saints à suivre, à la fois d'une scène de pleine liberté artistique des auteurs et donc révélatrice de son temps.
L'histoire est racontée à la première personne. Le moine raconte la maladie du jeune Augustus, résident de l'abbaye, il est veillé et visité par les autres moines. Un jour, le narrateur entre dans la chambre pour trouver les moines endormis et la chandelle. Il rallume la chandelle et le jeune se réveille, racontant qu'il a vu jésus Christ. et jure sur le seigneur que « je ne raconte pas une vision de son imaginaire [...] je vous le dit, je n'ai pas dormi cette nuit. »,.
Après avoir raconté sa vision, le jeune Augustus la répète à tous ceux qui le demandent puis va confesser ses péchés à l'église. Le soir de son retour à l'abbaye, il est retrouvé mort. Durant la nuit précédant son enterrement, il est vu et entendu appelant un autre jeune décédé auparavant.

### Place de la vision  d'Augustus dans l'historiographie de l'au delà
La vision est un cas type de vision du paradis de son temps. La Vitas sanctorum patrum emeretensium est écrite lors de la fin de vie d'Isidore de Séville et corrobore la théologie d'une Espagne qui se relève du conflit arien, la comparaison des textes permet de relever le rôle de la confession comme un blanchiment total des pêchers, le paradis de repos et une cohabitation avec les pécheurs/serviteurs. C'est un cas doux pour son temps car, « à la terreur que sème l'ennemi, la liturgie oppose une confiance inébranlable dans le salut divin. ». Ntedika relève aussi que « pour l'ancienne liturgie espagnole [...] la délivrance de l'âme est l'un des effets attendu de la rémission des péchés. » exactement comme dans la scène finale.
Il se sert aussi de la Vitas pour montrer la tradition de la passion de Perpétue qui continue ainsi de se propager dans l'Espagne Wisigothique.

## Place de l'œuvre dans l'étude historique
La Vitas sanctorum patrum emeretensium est l'un des quatre grands textes hagiographiques de l'Espagne wisigothique. Les autres sont la Vita sancti Aemiliani, La Vita Fructosi et la Vita Desiderii. Ces textes mis ensemble sont les principales sources des historiens pour avoir un point de vue théologique des conflits de la région Ibérique.
L'histoire relate des événements datant d'avant l’ascension au rang de pape de Grégoire le Grand, mais a été écrite après la publication de ses fameux dialogues. L'étude de la vision dans cette perspective permet de mesurer l'ampleur de la réconciliation entre la foi wisigothique nouvellement réconciliée avec la papauté.

## Place de l'œuvre dans l'étude de la langue latine
Les textes de Vitas sanctorum patrum Emeretensium sont toujours le sujet de biens des recherches.
Quoi que le texte a été édité cinq fois, nous ne disposons pas encore d'une édition définitive [...]. Le père Garvin nous offre [...] une introduction, un texte, une traduction et un commentaire très détaillé. Malheureusement, il n'a pas pu nous offrir un texte définitif parce qu'il n'a pas disposé d'un nombre suffisant des manuscrits qui se trouvent dans diverses bibliothèque européennes.
Le style à « caractère artificiel » propre à « la liturgie et la littérature de l'Espagne du septième siècle» est sujet de bien des débats dans l'analyse historique de la langue.
La langue de ce latin visigothique (sic) permet de progresser dans la recherche de la transition vers l'espagnol. « Le passage du latin au Roman reste encore obscur » (traduction libre) ,.

### Sur l'hagiographie et l'au-delà
- Santiago Castallanos, « The Significance of Social Unanimity in a Visigothique Hagiographie: Keys to an ideologicas Screen », Journal of Early Christian Studies, vol.11, n.3, 2003, p.387-419
- J. Collin de Plancy, Légendes de l'autre monde pour servir à l'histoire du paradis du purgatoire et de l'enfer, (Henri Plon, 1862)

- Richard Matthew Pollard (dir.), Imagining the Medieval Afterlife (Cambridge : Cambridge University Press, 2020)

### Sur la vision d'Agustus et les Vitas sanctorum patrum emeretensium
- Linage Conde Antonio. A. Maya sanchez, éd. — Vitas sanctorum patrum emeretensium. Turnhout, Brepols, 1992, 2 vol. (" Corpus christian. ; series latina ", 116). In: Cahiers de civilisation médiévale, 38e année (n°152), Octobre-décembre 1995. p. 388.
- Meyvaert, Paul. Speculum, vol. 72, no. 2, 1997, pp. 526–528. JSTOR, www.jstor.org/stable/3041030.

#### Sur la traduction de Joseph N. Gavin
- Fernández, J. Gregorianum, vol. 33, no. 3, 1952, pp. 476–478. JSTOR, www.jstor.org/stable/23570407.
- Mohrmann, Christine. Vigiliae Christianae, vol. 1, no. 4, 1947, pp. 251–252. JSTOR, www.jstor.org/stable/1582438.
- Préaux, Jean G. Latomus, vol. 7, no. 1/2, 1948, pp. 101–102. JSTOR, www.jstor.org/stable/41516639.
- Entwistle, William J. History, vol. 33, no. 117/118, 1948, pp. 138–140. JSTOR, www.jstor.org/stable/24402224.

## Citations originales
1. ↑  that narrates facts and personages of the sixth century; the final (and chief) personage, Masona, was bishop of Mérida ca. 570-605 [...] The narrative extends to include the two bishops prior to Masona and the monk Nanctus.
2. ↑  I call the Lord of heaven and earth to witness that I am not telling you about an imaginary vision. [...] I have not slept at all this night
3. ↑  The passage from Latin to Romance is still obscure